# Jay Karnes
Jay Karnes (Omaha, Nebraska; 27 de junio de 1963) es un actor estadounidense.

## Biografía
Se graduó en la Universidad de Kansas en 1989 con un título en actuación y ciencias políticas. Al comienzo él fue un actor teatral y actuó extensivamente en el teatro regional. Más tarde él también participó en obras teatrales en Los Ángeles, Misuri y Nueva York. 
Luego, a finales de la década de los noventa, Karnes entró en el mundo de la televisión y del cine. Actuó como invitado en Chicago Hope, Star Trek: Voyager, Judging Amy y Ally McBeal. En 2000, tuvo un pequeño papel como abogado junto a Madonna y Rupert Everett en el largometraje A Friend to Fall in Love with (2000).
Luego, durante seis años, Jay Karnes formó parte del elenco de la galardonada serie policiaca The Shield (2002–2008), en la que interpretó al detective Dutch Wagenbach. Ganó notoriedad de esa manera.  Después de su exitosa etapa en The Shield, obtuvo un papel recurrente en la serie de 2008 Sons of Anarchy, desarrollada por uno de los escritores de The Shield, el del agente Josh Kohn. 
También hizo apariciones especiales en Dr. House, CSI: Miami y Criminal Minds. En 2010 apareció en cuatro episodios de Brothers & Sisters y en 2011 en otros tantos episodios de V - The Visitor. También participó en otras series como Gang Related (2014) o The Crossing (2018).
Como sugiere la segunda especialización que completó con éxito junto con la actuación, está interesado en la política. Como partidario del libertarismo, ha dado discursos ante grandes audiencias.

### Vida privada
Jay Karnes está casado con la actriz Julia Campbell y tiene un hijo y una hija con ella. También se han vuelto actores.

## Filmografía (Selección)

### Películas
| Año  | Título                        | Personaje        | Notas               |
| ---- | ----------------------------- | ---------------- | ------------------- |
| 1999 | The Joyriders                 | Donald Trout     |                     |
| 2000 | A Friend to Fall in Love with | Abogado de Kevin |                     |
| 2008 | Broken Angel                  | Michael Levy     |                     |
| 2010 | Leonie                        | Dr. Rumely       |                     |
| 2011 | Hide                          | Charlie Marvin   | Telefilme           |
| 2011 | Setup                         | Russell          | Película para video |
| 2014 | Jayhawkers                    | Franklin Murphy  |                     |
| 2016 | Somnia: Antes de despertar    | Peter            |                     |
| 2019 | Headlock                      | Doctor Nelson    |                     |

### Series
| Año       | Título          | Personaje        | Notas                |
| --------- | --------------- | ---------------- | -------------------- |
| 2002–2008 | The Shield      | Dutch Wagenbach  | 88 episodios         |
| 2008–2014 | Sons of Anarchy | Agente Josh Kohn | 7 episodios          |
| 2012      | Last Resort     | William Curry    | 7 episodios          |
| 2014      | Gang Related    | Paul Carter      | 10 episodios         |
| 2018      | The Crossing    | Craig Lindauer   | 11 episodios         |
| 2025      | The Night Agent | Dr Wilfred Cole  | 3 episodios, Temp 2. |